# 檀头山
檀头山是浙江省象山县东南的一座的岛屿，面积11.03平方公里，北濒大目洋，南临猫头洋，距石浦港40分钟航程。岛呈南北向，中间为一条狭长的连接，两侧为沙滩。主峰海拔225米。
檀头山上原设有檀头山乡，1992年3月撤消并入石浦镇，1994年10月原檀头山乡所辖前卫、东卫、长坑、六股头、双前、小沙、大沙、小宫后共8个行政村撤并为檀兴渔村。岛上在籍人口超过3000人，实际上已基本移居石浦。现村办公室也迁置石浦镇海鲜街。